# Kweda Dzimiti
Kweda Dzimiti – wieś w Gruzji, w regionie Guria, w gminie Ozurgeti. W 2014 roku liczyła 885 mieszkańców.